# Découd-vite
Un découd-vite, ou découseur, est un outil pour couper des fils textiles pour défaire des coutures.
Le plus souvent, il comporte une poignée et une tête métallique fourchue, avec deux dents de longueur inégale et une partie coupante entre les deux. La dent la plus longue est glissée dans la couture pour couper les fils sur toute la longueur.